# Sivert Høyem
Sivert Høyem (n. 22 ianuarie 1976, Comuna Sortland, Nordland, Norvegia) este un cântăreț norvegian, cunoscut în principal în calitatea sa de vocalist al formației rock Madrugada. După ce trupa s-a despărțit în urma morții lui Robert Burås în 2007, s-a bucurat de succes ca artist solo și este, de asemenea, membru al trupei The Volunteers, cu care a lansat albumul Exiles în 2006. 

## Viața timpurie

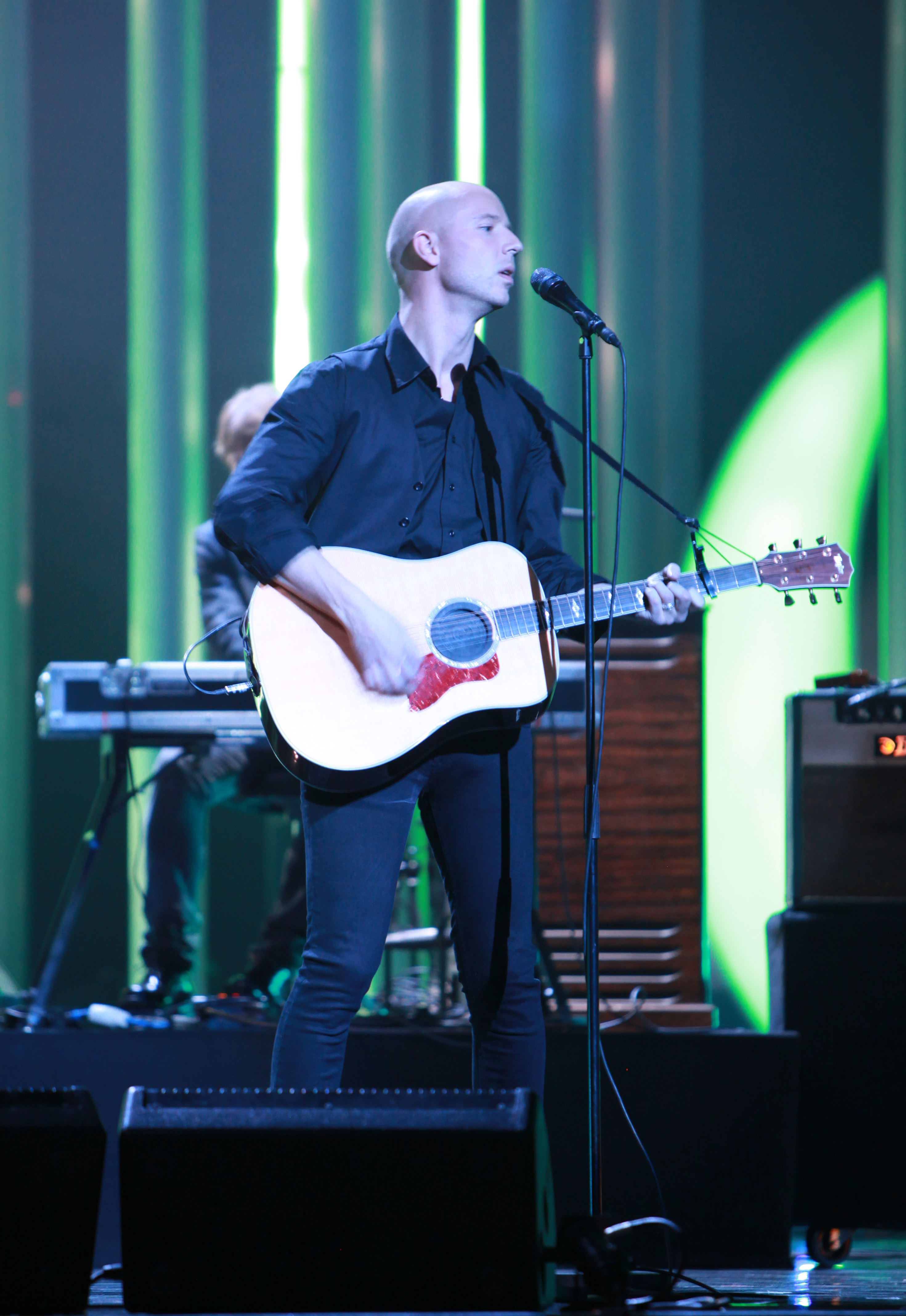
Høyem la Concertul Premiului Nobel pentru Pace de la Oslo, 2010.

Høyem este fiul lui Asbjørn Høyem și al lui Jørun Drevland. A urmat cursurile Scoalii Gimnaziale Superioare din Sortland, înainte de a se muta la Oslo în 1995. Deja angrenat în industria muzicală, a studiat istoria la Universitatea din Oslo.

## Cariera muzicală

### Madrugada
Høyem a devenit faimos la sfârșitul anilor 1990, când Madrugada a debutat cu albumul Industrial Silence. Membrii trupei au fost Sivert Høyem (voce), Frode Jacobsen (bas) și Robert Burås (chitară). După moartea lui Burås la 12 iulie 2007, Høyem și Jacobsen au decis să termine înregistrarea celui mai recent album al lor. Albumul, intitulat Madrugada, a fost lansat pe 21 ianuarie 2008. După lansarea albumului, trupa a anunțat că se va despărți după un ultim turneu. Au concertat pentru ultima oară pe 15 noiembrie 2008 la Oslo Spektrum. 

### Solo
În ultimii ani a avut succes ca artist solo, lansând albumele Ladies and Gentlemen of the Opposition (2004), Moon Landing (2009) și Long Slow Distance (2011), Endless Love (2014) și Lioness (2016). 
A format trupa The Volunteers, compusă din: 
- Sivert Høyem
- Cato Salsa
- Børge Fjordheim
- Rudi Nikolaisen
- Kalle Gustafson Jerneholm
- Christer Knutsen

A lansat albumul Exiles în 2006, creditat lui Sivert Høyem & The Volunteers. Madrugada a concertat life în mai 2007, cântând la festivaluri din Norvegia. În decembrie 2009 a încheiat un alt turneu cu noua sa trupă. În aprilie 2012, într-un interviu radio la programul de radio „Rock Show” din Grecia, el a declarat clar că nu va mai exista niciun alt album cu The Volunteers.   
În 2015, „Black & Gold” a fost aleasă pentru a fi melodia de deschidere a serialului TV norvegian Okkupert („Ocupat”). 

## Discografie

### Albume
Cu trupa Madrugada
- 1999: Industrial Silence
- 2001: The Nightly Disease
  - CD: The Nightly Disease Vol. II
- 2002: Grit
- 2005: The Deep End
- 2005: Live at Tralfamadore
- 2008: Madrugada

Solo
- 2004: Ladies and Gentlemen of the Opposition
- 2009: Moon Landing
- 2011: Long Slow Distance
- 2014: Endless Love
- 2016: Lioness[3]
- 2017: Live at Acropolis – Herod Atticus Odeon, Athens[4]

Ca Sivert Høyem & The Volunteers
- 2016: Exiles

În calitate de vocalist invitat
- 2013: Voce a piesei „Phoenix” pe albumul de studio Satyricon din 2013.

### Single
- 2009: Moon Landing
- 2010: Prisoner of the Road
- 2016: Sleepwalking Man

Ca Sivert Høyem & The Volunteers
- 2006: Into the Sea
- 2007: Don't Pass Me By